# Okręgowe rozgrywki w piłce nożnej woj. białostockiego (1973/1974)
40. Edycja okręgowych rozgrywek w piłce nożnej województwa białostockiego

Okręgowe rozgrywki w piłce nożnej województwa białostockiego prowadzone są przez Białostocki Okręgowy Związek Piłki Nożnej, rozgrywane są w trzech ligach, najwyższym poziomem jest klasa okręgowa, następnie klasa A i klasa B (3 grupy).

Mistrzostwo Okręgu zdobyła Jagiellonia Białystok.

Okręgowy Puchar Polski zdobył Włókniarz Białystok.
Drużyny z województwa białostockiego występujące w centralnych i makroregionalnych poziomach rozgrywkowych:
- I Liga - brak
- II Liga - Włókniarz Białystok

W sezonie 1973/74 odbyła się reorganizacja rozgrywek polegająca na likwidacji III ligi makroregionalnej. Zwycięzcy klas okręgowych będą walczyć o awans w eliminacjach. Decyzją władz PZPN od II ligi dokooptowano białostockiego Włókniarza.
Do następnej zmiany dojdzie od następnego sezonu 1974/1975, gdzie klasa okręgowa zamieni się w klasę wojewódzką, klasa A w klasę międzypowiatową, a klasa B w klasę powiatową.
| Rozgrywki | Poziomy rozgrywkowe w sezonie 1973/74 | Poziomy rozgrywkowe w sezonie 1973/74 | Poziomy rozgrywkowe w sezonie 1973/74 | Poziomy rozgrywkowe w sezonie 1973/74 | Poziomy rozgrywkowe w sezonie 1973/74 | Poziomy rozgrywkowe w sezonie 1973/74 | Poziomy rozgrywkowe w sezonie 1973/74 | Poziomy rozgrywkowe w sezonie 1973/74 | Poziomy rozgrywkowe w sezonie 1973/74 | Poziomy rozgrywkowe w sezonie 1973/74 | Poziomy rozgrywkowe w sezonie 1973/74 | Poziomy rozgrywkowe w sezonie 1973/74 | Poziomy rozgrywkowe w sezonie 1973/74 | Poziomy rozgrywkowe w sezonie 1973/74 | Poziomy rozgrywkowe w sezonie 1973/74 | Poziomy rozgrywkowe w sezonie 1973/74 | Poziomy rozgrywkowe w sezonie 1973/74 | Poziomy rozgrywkowe w sezonie 1973/74 | Poziomy rozgrywkowe w sezonie 1973/74 | Poziomy rozgrywkowe w sezonie 1973/74 | Poziomy rozgrywkowe w sezonie 1973/74 | Poziomy rozgrywkowe w sezonie 1973/74 | Poziomy rozgrywkowe w sezonie 1973/74 | Poziomy rozgrywkowe w sezonie 1973/74 | Poziomy rozgrywkowe w sezonie 1973/74 | Poziomy rozgrywkowe w sezonie 1973/74 | Poziomy rozgrywkowe w sezonie 1973/74 | Poziomy rozgrywkowe w sezonie 1973/74 | Poziomy rozgrywkowe w sezonie 1973/74 | Poziomy rozgrywkowe w sezonie 1973/74 | Poziomy rozgrywkowe w sezonie 1973/74 | Poziomy rozgrywkowe w sezonie 1973/74 | Poziomy rozgrywkowe w sezonie 1973/74 | Poziomy rozgrywkowe w sezonie 1973/74 | Poziomy rozgrywkowe w sezonie 1973/74 | Poziomy rozgrywkowe w sezonie 1973/74 | Poziomy rozgrywkowe w sezonie 1973/74 | Poziomy rozgrywkowe w sezonie 1973/74 | Poziomy rozgrywkowe w sezonie 1973/74 | Poziomy rozgrywkowe w sezonie 1973/74 | Poziomy rozgrywkowe w sezonie 1973/74 | Poziomy rozgrywkowe w sezonie 1973/74 | Poziomy rozgrywkowe w sezonie 1973/74 | Poziomy rozgrywkowe w sezonie 1973/74 | Poziomy rozgrywkowe w sezonie 1973/74 | Poziomy rozgrywkowe w sezonie 1973/74 | Poziomy rozgrywkowe w sezonie 1973/74 | Poziomy rozgrywkowe w sezonie 1973/74 | Poziomy rozgrywkowe w sezonie 1973/74 | Poziomy rozgrywkowe w sezonie 1973/74 | Poziomy rozgrywkowe w sezonie 1973/74 | Poziomy rozgrywkowe w sezonie 1973/74 | Poziomy rozgrywkowe w sezonie 1973/74 | Poziomy rozgrywkowe w sezonie 1973/74 | Poziomy rozgrywkowe w sezonie 1973/74 | Poziomy rozgrywkowe w sezonie 1973/74 | Poziomy rozgrywkowe w sezonie 1973/74 | Poziomy rozgrywkowe w sezonie 1973/74 | Poziomy rozgrywkowe w sezonie 1973/74 | Poziomy rozgrywkowe w sezonie 1973/74 | Poziomy rozgrywkowe w sezonie 1973/74 |
| --------- | ------------------------------------- | ------------------------------------- | ------------------------------------- | ------------------------------------- | ------------------------------------- | ------------------------------------- | ------------------------------------- | ------------------------------------- | ------------------------------------- | ------------------------------------- | ------------------------------------- | ------------------------------------- | ------------------------------------- | ------------------------------------- | ------------------------------------- | ------------------------------------- | ------------------------------------- | ------------------------------------- | ------------------------------------- | ------------------------------------- | ------------------------------------- | ------------------------------------- | ------------------------------------- | ------------------------------------- | ------------------------------------- | ------------------------------------- | ------------------------------------- | ------------------------------------- | ------------------------------------- | ------------------------------------- | ------------------------------------- | ------------------------------------- | ------------------------------------- | ------------------------------------- | ------------------------------------- | ------------------------------------- | ------------------------------------- | ------------------------------------- | ------------------------------------- | ------------------------------------- | ------------------------------------- | ------------------------------------- | ------------------------------------- | ------------------------------------- | ------------------------------------- | ------------------------------------- | ------------------------------------- | ------------------------------------- | ------------------------------------- | ------------------------------------- | ------------------------------------- | ------------------------------------- | ------------------------------------- | ------------------------------------- | ------------------------------------- | ------------------------------------- | ------------------------------------- | ------------------------------------- | ------------------------------------- | ------------------------------------- | ------------------------------------- |
| Centralne | I poziom ligowy                       | I Liga                                | I Liga                                | I Liga                                | I Liga                                | I Liga                                | I Liga                                | I Liga                                | I Liga                                | I Liga                                | I Liga                                | I Liga                                | I Liga                                | I Liga                                | I Liga                                | I Liga                                | I Liga                                | I Liga                                | I Liga                                | I Liga                                | I Liga                                | I Liga                                | I Liga                                | I Liga                                | I Liga                                | I Liga                                | I Liga                                | I Liga                                | I Liga                                | I Liga                                | I Liga                                | I Liga                                | I Liga                                | I Liga                                | I Liga                                | I Liga                                | I Liga                                | I Liga                                | I Liga                                | I Liga                                | I Liga                                | I Liga                                | I Liga                                | I Liga                                | I Liga                                | I Liga                                | I Liga                                | I Liga                                | I Liga                                | I Liga                                | I Liga                                | I Liga                                | I Liga                                | I Liga                                | I Liga                                | I Liga                                | I Liga                                | I Liga                                | I Liga                                | I Liga                                | I Liga                                |
| Centralne | II poziom ligowy                      | II Liga - gr.I                        | II Liga - gr.I                        | II Liga - gr.I                        | II Liga - gr.I                        | II Liga - gr.I                        | II Liga - gr.I                        | II Liga - gr.I                        | II Liga - gr.I                        | II Liga - gr.I                        | II Liga - gr.I                        | II Liga - gr.I                        | II Liga - gr.I                        | II Liga - gr.I                        | II Liga - gr.I                        | II Liga - gr.I                        | II Liga - gr.I                        | II Liga - gr.I                        | II Liga - gr.I                        | II Liga - gr.I                        | II Liga - gr.I                        | II Liga - gr.I                        | II Liga - gr.I                        | II Liga - gr.I                        | II Liga - gr.I                        | II Liga - gr.I                        | II Liga - gr.I                        | II Liga - gr.I                        | II Liga - gr.I                        | II Liga - gr.I                        | II Liga - gr.I                        | II Liga - gr.II                       | II Liga - gr.II                       | II Liga - gr.II                       | II Liga - gr.II                       | II Liga - gr.II                       | II Liga - gr.II                       | II Liga - gr.II                       | II Liga - gr.II                       | II Liga - gr.II                       | II Liga - gr.II                       | II Liga - gr.II                       | II Liga - gr.II                       | II Liga - gr.II                       | II Liga - gr.II                       | II Liga - gr.II                       | II Liga - gr.II                       | II Liga - gr.II                       | II Liga - gr.II                       | II Liga - gr.II                       | II Liga - gr.II                       | II Liga - gr.II                       | II Liga - gr.II                       | II Liga - gr.II                       | II Liga - gr.II                       | II Liga - gr.II                       | II Liga - gr.II                       | II Liga - gr.II                       | II Liga - gr.II                       | II Liga - gr.II                       | II Liga - gr.II                       |
| Okręgowe  | III poziom ligowy                     | Klasa Okręgowa                        | Klasa Okręgowa                        | Klasa Okręgowa                        | Klasa Okręgowa                        | Klasa Okręgowa                        | Klasa Okręgowa                        | Klasa Okręgowa                        | Klasa Okręgowa                        | Klasa Okręgowa                        | Klasa Okręgowa                        | Klasa Okręgowa                        | Klasa Okręgowa                        | Klasa Okręgowa                        | Klasa Okręgowa                        | Klasa Okręgowa                        | Klasa Okręgowa                        | Klasa Okręgowa                        | Klasa Okręgowa                        | Klasa Okręgowa                        | Klasa Okręgowa                        | Klasa Okręgowa                        | Klasa Okręgowa                        | Klasa Okręgowa                        | Klasa Okręgowa                        | Klasa Okręgowa                        | Klasa Okręgowa                        | Klasa Okręgowa                        | Klasa Okręgowa                        | Klasa Okręgowa                        | Klasa Okręgowa                        | Klasa Okręgowa                        | Klasa Okręgowa                        | Klasa Okręgowa                        | Klasa Okręgowa                        | Klasa Okręgowa                        | Klasa Okręgowa                        | Klasa Okręgowa                        | Klasa Okręgowa                        | Klasa Okręgowa                        | Klasa Okręgowa                        | Klasa Okręgowa                        | Klasa Okręgowa                        | Klasa Okręgowa                        | Klasa Okręgowa                        | Klasa Okręgowa                        | Klasa Okręgowa                        | Klasa Okręgowa                        | Klasa Okręgowa                        | Klasa Okręgowa                        | Klasa Okręgowa                        | Klasa Okręgowa                        | Klasa Okręgowa                        | Klasa Okręgowa                        | Klasa Okręgowa                        | Klasa Okręgowa                        | Klasa Okręgowa                        | Klasa Okręgowa                        | Klasa Okręgowa                        | Klasa Okręgowa                        | Klasa Okręgowa                        |
| Okręgowe  | IV poziom ligowy                      | Klasa A                               | Klasa A                               | Klasa A                               | Klasa A                               | Klasa A                               | Klasa A                               | Klasa A                               | Klasa A                               | Klasa A                               | Klasa A                               | Klasa A                               | Klasa A                               | Klasa A                               | Klasa A                               | Klasa A                               | Klasa A                               | Klasa A                               | Klasa A                               | Klasa A                               | Klasa A                               | Klasa A                               | Klasa A                               | Klasa A                               | Klasa A                               | Klasa A                               | Klasa A                               | Klasa A                               | Klasa A                               | Klasa A                               | Klasa A                               | Klasa A                               | Klasa A                               | Klasa A                               | Klasa A                               | Klasa A                               | Klasa A                               | Klasa A                               | Klasa A                               | Klasa A                               | Klasa A                               | Klasa A                               | Klasa A                               | Klasa A                               | Klasa A                               | Klasa A                               | Klasa A                               | Klasa A                               | Klasa A                               | Klasa A                               | Klasa A                               | Klasa A                               | Klasa A                               | Klasa A                               | Klasa A                               | Klasa A                               | Klasa A                               | Klasa A                               | Klasa A                               | Klasa A                               | Klasa A                               |
| Okręgowe  | V poziom ligowy                       | Klasa B - gr.I                        | Klasa B - gr.I                        | Klasa B - gr.I                        | Klasa B - gr.I                        | Klasa B - gr.I                        | Klasa B - gr.I                        | Klasa B - gr.I                        | Klasa B - gr.I                        | Klasa B - gr.I                        | Klasa B - gr.I                        | Klasa B - gr.I                        | Klasa B - gr.I                        | Klasa B - gr.I                        | Klasa B - gr.I                        | Klasa B - gr.I                        | Klasa B - gr.I                        | Klasa B - gr.I                        | Klasa B - gr.I                        | Klasa B - gr.I                        | Klasa B - gr.I                        | Klasa B - gr.II                       | Klasa B - gr.II                       | Klasa B - gr.II                       | Klasa B - gr.II                       | Klasa B - gr.II                       | Klasa B - gr.II                       | Klasa B - gr.II                       | Klasa B - gr.II                       | Klasa B - gr.II                       | Klasa B - gr.II                       | Klasa B - gr.II                       | Klasa B - gr.II                       | Klasa B - gr.II                       | Klasa B - gr.II                       | Klasa B - gr.II                       | Klasa B - gr.II                       | Klasa B - gr.II                       | Klasa B - gr.II                       | Klasa B - gr.II                       | Klasa B - gr.II                       | Klasa B - gr.III                      | Klasa B - gr.III                      | Klasa B - gr.III                      | Klasa B - gr.III                      | Klasa B - gr.III                      | Klasa B - gr.III                      | Klasa B - gr.III                      | Klasa B - gr.III                      | Klasa B - gr.III                      | Klasa B - gr.III                      | Klasa B - gr.III                      | Klasa B - gr.III                      | Klasa B - gr.III                      | Klasa B - gr.III                      | Klasa B - gr.III                      | Klasa B - gr.III                      | Klasa B - gr.III                      | Klasa B - gr.III                      | Klasa B - gr.III                      | Klasa B - gr.III                      |

## Klasa Okręgowa - III poziom rozgrywkowy
| Poz. | Drużyna                           | M  | Z  | R | P  | Bramki | Punkty |
| ---- | --------------------------------- | -- | -- | - | -- | ------ | ------ |
| 1    | Jagiellonia Białystok             | 26 | 23 | 2 | 1  | 90-15  | 48     |
| 2    | Wigry Suwałki                     | 26 | 15 | 5 | 6  | 48-26  | 35     |
| 3    | Gwardia Białystok                 | 26 | 14 | 6 | 6  | 53-34  | 34     |
| 4    | Włókniarz II Białystok            | 26 | 13 | 5 | 8  | 53-33  | 31*    |
| 5    | Mazur Ełk (s)                     | 26 | 12 | 6 | 8  | 50-41  | 30     |
| 6    | Sokół Sokółka                     | 26 | 11 | 5 | 10 | 51-42  | 27     |
| 7    | Husar Nurzec                      | 26 | 11 | 5 | 10 | 37-36  | 27     |
| 8    | Puszcza Hajnówka                  | 26 | 8  | 7 | 11 | 42-42  | 23     |
| 9    | Ognisko-Starosielce Białystok (b) | 26 | 7  | 9 | 10 | 24-32  | 23     |
| 10   | Pogoń Łapy (b)                    | 26 | 9  | 4 | 13 | 33-45  | 22     |
| 11   | SŁKS Start Łomża                  | 26 | 8  | 4 | 14 | 29-60  | 20     |
| 12   | Czarni Olecko (b)                 | 26 | 6  | 4 | 16 | 35-56  | 16     |
| 13   | Cresovia Gołdap                   | 26 | 4  | 5 | 17 | 24-59* | 13     |
| 14   | Cresovia Siemiatycze              | 26 | 4  | 3 | 19 | 16-79  | 11     |

- Włókniarzowi II odjęto 4 pkt. i 6 bramek (przyznano dwa walkowery na niekorzyść Włókniarza, w meczu z Cresovią Siemiatycze i Ogniskiem Białystok, ale równocześnie jako porażki dla Cresovii (4-0) i Ognisko (2-0)), kara za nieuregulowane na czas składki i zaległości finansowe.
- Cresovii Gołdap odjęto 3 bramki za nie uregulowane na czas składki i zaległości finansowe.
- W związku ze spadkiem Włókniarza Białystok z II ligi, drużyna rezerw (Włókniarz II) została przeniesiona do klasy A.

Eliminacje do II ligi

Turniej barażowy:
| Poz. | Drużyna               | M | Z | R | P | Bramki | Punkty |
| ---- | --------------------- | - | - | - | - | ------ | ------ |
| 1    | Polonia Warszawa      | 4 | 4 | 0 | 0 | 11-1   | 8      |
| 2    | Jagiellonia Białystok | 4 | 2 | 0 | 2 | 4-4    | 4      |
| 3    | Śniardwy Orzysz       | 4 | 0 | 0 | 4 | 1-11   | 0      |

## Klasa A - IV poziom rozgrywkowy
Grupa I
| Poz. | Drużyna                    | M  | Z | R | P | Bramki | Punkty |
| ---- | -------------------------- | -- | - | - | - | ------ | ------ |
| 1    | Pomorzan Prostki           | 26 |   |   |   | 64-31  | 36     |
| 2    | Jagiellonia II Białystok   | 26 |   |   |   | 59-31  | 35     |
| 3    | Warmia Grajewo             | 26 |   |   |   | 58-38  | 35     |
| 4    | Skra Czarna Białostocka    | 26 |   |   |   | 68-40  | 31     |
| 5    | Gwardia II Białystok       | 26 |   |   |   | 54-40  | 29     |
| 6    | Wigry II Suwałki (b)       | 26 |   |   |   | 40-33  | 29     |
| 7    | Mazur II Ełk               | 26 |   |   |   | 52-47  | 28     |
| 8    | AKS Augustów               | 26 |   |   |   | 37-57  | 24     |
| 9    | Ruch Wysokie Mazowieckie   | 26 |   |   |   | 51-58  | 22     |
| 10   | ZKS Zambrów (s)            | 26 |   |   |   | 45-46  | 21     |
| 11   | Pomorzanka Sejny (s)       | 26 |   |   |   | 55-69  | 21     |
| 12   | Victoria Jedwabne (b)      | 26 |   |   |   | 44-73  | 17     |
| 13   | Społem Bielsk Podlaski (b) | 26 |   |   |   | 39-68  | 16     |
| 14   | Łoś Wasilków (b)           | 26 |   |   |   | 29-70  | 14     |

## Klasa B - V poziom rozgrywkowy
Grupa I
| Poz. | Drużyna                          | M  | Z  | R | P  | Bramki | Punkty |
| ---- | -------------------------------- | -- | -- | - | -- | ------ | ------ |
| 1    | LZS Szepietowo                   | 24 | 19 | 1 | 4  | 65-28  | 39     |
| 2    | LZS Uhowo                        | 24 | 17 | 4 | 3  | 69-39  | 38     |
| 3    | Supraślanka Supraśl (s)          | 24 | 17 | 1 | 6  | 68-45  | 35     |
| 4    | Lampart Nowe Aleksandrowo        | 24 | 12 | 5 | 7  | 55-37  | 29     |
| 5    | Kora Korycin (b)                 | 24 | 11 | 4 | 9  | 52-48  | 26     |
| 6    | Promień Mońki                    | 24 | 11 | 2 | 11 | 67-51  | 24     |
| 7    | Narew Żółtki                     | 24 | 10 | 3 | 11 | 33-36  | 23     |
| 8    | LZS Krynki                       | 24 | 10 | 2 | 12 | 63-35  | 22     |
| 9    | Start Nowosiółki (b)             | 24 | 8  | 4 | 12 | 48-53  | 20     |
| 10   | LZS Kuźnica Białostocka          | 24 | 10 | 0 | 14 | 46-55  | 20     |
| 11   | Czarni Gródek (b)                | 24 | 7  | 2 | 15 | 41-76  | 16     |
| 12   | Znicz Suraż                      | 24 | 6  | 3 | 15 | 40-66  | 15     |
| 13   | LZS Tornado Klepacze (b)         | 24 | 2  | 1 | 21 | 15-74  | 5      |
| 14   | Ognisko-Starosielce II Białystok | 24 | 2  | 1 | 21 | 15-74  | 5      |

- Drużyna Lamparta Bohdan przeniosła się do Nowego Aleksandrowa.
- Zmiana nazwy Garbarnia na LZS Krynki.
- Za nie uregulowane składki LZS Szepietowo odjęto jedną bramkę.
- Ognisko-Starosielce II wycofało się po 6 kolejce, wyniki anulowano.
- LZS Tornado Klepacze wycofał się po 18 kolejce, w dalszej części przyznawano walkowery.
- Po sezonie z rozgrywek wycofały się drużyny: Supraślanki, Startu Nowosiółki oraz LZS-u Kuźnica.

Grupa II
| Poz. | Drużyna                       | M  | Z | R | P | Bramki | Punkty |
| ---- | ----------------------------- | -- | - | - | - | ------ | ------ |
| 1    | Mechanik Czyżew (b)           | 22 |   |   |   | 91-29  | 37     |
| 2    | LZS Brańsk                    | 22 |   |   |   | 77-39  | 35     |
| 3    | Żubr Drohiczyn                | 22 |   |   |   | 60-34  | 34     |
| 4    | Husar II Nurzec               | 22 |   |   |   | 84-49  | 28     |
| 5    | LZS Piliki                    | 22 |   |   |   | 59-40  | 27     |
| 6    | Żubr Białowieża (s)           | 22 |   |   |   | 63-44  | 25     |
| 7    | Dąb Nowosady                  | 22 |   |   |   | 57-52  | 23     |
| 8    | Puszcza II Hajnówka           | 22 |   |   |   | 51-58  | 19     |
| 9    | Jagiellonia III Białystok (b) | 22 |   |   |   | 37-79  | 13     |
| 10   | Iskra Narew                   | 22 |   |   |   | 32-84  | 13     |
| 11   | LZS Ciechanowiec (s)          | 22 |   |   |   | 21-60  | 6      |
| 12   | Orzeł Kleszczele              | 22 |   |   |   | 10-91  | 0      |

- Po sezonie z rozgrywek wycofała się drużyna LZS Ciechanowiec.

Grupa III
| Poz. | Drużyna                | M  | Z | R | P | Bramki | Punkty |
| ---- | ---------------------- | -- | - | - | - | ------ | ------ |
| 1    | Orzeł Kolno            | 20 |   |   |   | 73-30  | 34     |
| 2    | Wissa Szczuczyn        | 20 |   |   |   | 59-24  | 32     |
| 3    | Polonia Raczki         | 20 |   |   |   | 66-27  | 27     |
| 4    | Błękitni Suchowola (b) | 20 |   |   |   | 70-30  | 26     |
| 5    | Czarni II Olecko (b)   | 20 |   |   |   | 54-36  | 24     |
| 6    | Orzeł Orla Jucha (s)   | 20 |   |   |   | 42-34  | 24     |
| 7    | Junak Gołdap           | 20 |   |   |   | 42-31  | 21     |
| 8    | Strzała Nowa Wieś (s)  | 20 |   |   |   | 36-51  | 13     |
| 9    | Tornado Ciche          | 20 |   |   |   | 27-72  | 12     |
| 10   | Star Olecko            | 20 |   |   |   | 23-102 | 5      |
| 11   | Jegrznia Rajgród       | 20 |   |   |   | 11-78  | 2      |

- Zmiana nazwy LZS na Tornado Ciche.
- Zmiana nazwy LZS na Błękitni Suchowola.
- Po sezonie z rozgrywek wycofały się drużyny: Jegrznia Rajgród, Star Olecko, Tornado Ciche, Strzała Nowa Wieś oraz Czarni II Olecko.

## Puchar Polski - rozgrywki okręgowe
- Włókniarz Białystok : Jagiellonia Białystok 1:0